# Princess Peach: Showtime!
Princess Peach: Showtime! is een computerspel ontwikkeld door Good-Feel en uitgegeven door Nintendo voor de Switch. Het actie-avonturenspel is uitgekomen op 22 maart 2024. Het vorige spel met Princess Peach in de hoofdrol was Super Princess Peach uit 2005.

## Plot
Tijdens een bezoek aan het Sprankeltheater heeft de kwaadaardige tovenares Grape en haar handlangers, de Zure Tros, alle toneelspelers ontvoerd. Met de hulp van Stella, de fee van het Sprankeltheater, werkt Peach samen om alle voorstellingen te redden en Grape te verslaan.

## Ontvangst
| Recensiescore       | Recensiescore |
| Recensieverzamelaar | Score         |
| ------------------- | ------------- |
| Metacritic          | 74%           |
| Publicist           | Score         |
| Destructoid         | 8             |
| Eurogamer           | 4/5           |
| Game Informer       | 7,5           |
| GameSpot            | 7             |
| IGN                 | 7             |
| Nintendo Life       | 8             |
| Power Unlimited     | 8,4           |

Het spel ontving positieve recensies. Men prees de afwisseling in het spel, het verhaal en de muziek. Kritiek was er op de weinige diepgang in het spel en het voltooien van een level, dat te lang zou duren.
Op Metacritic, een recensieverzamelaar, heeft het spel een score van 74%.